# VG电子竞技俱乐部
VG电子竞技俱乐部（英語：Vici Gaming，简称VG），是一家总部位于中国上海的职业电子竞技俱乐部。它拥有Dota 2、英雄联盟、绝地求生、反恐精英：全球攻势以及王者荣耀等五个分部。 VG Dota 2分部一直是顶级赛事的有力竞争者，他们最著名的成就是在2014年Dota 2国际邀请赛上获得亚军。

## Dota 2

### 历史

#### 2012年
Vici Gaming在Fengdidi的帮助下成立于2012年9月21日，Fengdidi曾在PanDarea Gaming俱乐部以PanPan的ID效力。他精心挑选当时在中国DotA天梯上排名靠前的选手。
除曾在TYLOO效力过的sydm以外，其他队员当时没有任何职业经验。他们的中路队员Cty在2009年举办的1v1锦标赛中获得了冠军，在签约之前，他击败了Ferrari_430、Sylar、Hao以及其他中国著名选手。
队伍在预赛中击败了Noah's Ark，成功晋级2012 G-League Season 2。

#### 2013年
1月28日，VG签下了著名的Greedy作为他们的线上/预备队员，他曾在YaphetS担任队长。队伍的其他成员包括xiaotuji、Maybe、nL_Ks和CaptainGiveMeBall。他们专注于Dota，尽管此后已扩展到Dota 2领域。
3月1日，VG签下了Dota 2战队的创始人ZSMJ。人们认为ZSMJ将他的一些队友从他与Chisbug一同进行的项目带到了VG，其中之一是Sgua_Li。在接下来的几周内，VG进行了一些人员调整，将一些队员下放，同时发布了公告，让感兴趣的选手与他们联系。
3月28日，VG宣布输出位ZSMJ代替中路sydm，而前输出位选手Cty担任中路。
在经历了2013年Dota 2国际邀请赛资格赛被淘汰以及DSL季后赛令人失望的失败之后，VG宣布队伍高管PandaPanPan和经理Nada离职。他们的替代者是mikasa，他曾作为替补选手效力于VG。
10月31日，Sylar以新输出位的身份加入队伍，但由于合同条款，他将缺席近两个月的比赛，而TuTu仍将参加正在进行的2013 WPC Ace Dota 2联赛。
2013年12月，VG前往波兰参加Raidcall EMS Fall LAN决赛，一同参加的还有东西方锦标赛的领军队伍，如Alliance、Natus Vincere和DK等队伍。VG在EMS One Fall上又获得了冠军。此后，队伍同样前往拉斯维加斯去参加Kingston HyperX Dota 2。但随后由于缺乏前进方向和队员表现不佳而从Dota 2顶端跌落。尽管VG参加了许多比赛，但他在TI3至TI4赛季仍无法获得第二个冠军。

#### 2014年
4月16日，VG宣布前EHOME选手QQQ将以教练身份加入VG。
2014年4月底，VG收到了2014年Dota 2国际邀请赛的邀请，他们将在小组赛中排名第一，总排名第二。在总决赛中，VG1:3中输给了Newbee。
8月17日，rOtK宣布退役。8月26日，Sylar离队，Black^和iceiceice加入。VG现阵容非常强大，理应是中国最好的战队。
在12月中旬，他们前往洛杉矶参加了The Summit 2的比赛，作为高人气战队，他们在决赛中3:1击败了Cloud9赢得冠军。

#### 2015年
VG在2015赛季表现强劲。2月，他们轻松地闯进了Dota 2亚洲邀请赛的决赛（“Dota 2国际邀请赛之外最重要的赛事”），但是在总决赛中他们以0:3的比分惨败于Evil Geniuses，尤其是VG在前一天还2:0击败了他们。距离下一个国际比赛只有几个月的时间，这无疑使VG感到震惊，他们必须开始分析其未来和可能性。
在经过一个月的猜测和谣言之后，Hao于3月11日加入VG，接替了Black^的位置。
3月15日，队伍宣布成立青训队VG.P。4月27日，VG以3:1的比分击败Invictus Gaming赢得了Starladder XII的冠军。VG是2015年Dota 2国际邀请赛的直邀队伍之一，TI5的总奖池为18,377,817美元。7月2日，他们确认已获得参加比赛所需的美国签证。他们最终输给了LGD Gaming，获得第四名并获得$1,562,114的奖金。在2015年Dota 2国际邀请赛的第一天，VG成为欧洲以外第一个在Facebook上获得验证标签的队伍，仅次于Fnatic和Gambit Gaming。在每年的TI中断/改组之后，Hao回到了Newbee，VG签下了徐志雷（ID：BurNIng）和杨璞（ID：YJ）。他们在南洋锦标赛总决赛中以2:3负于Secret，获得了第二名。他们将继续参加Valve在德国法兰克福举行的第一届Major比赛。他们最终排名第五，获得了$205,000的奖金。

### 队员名单

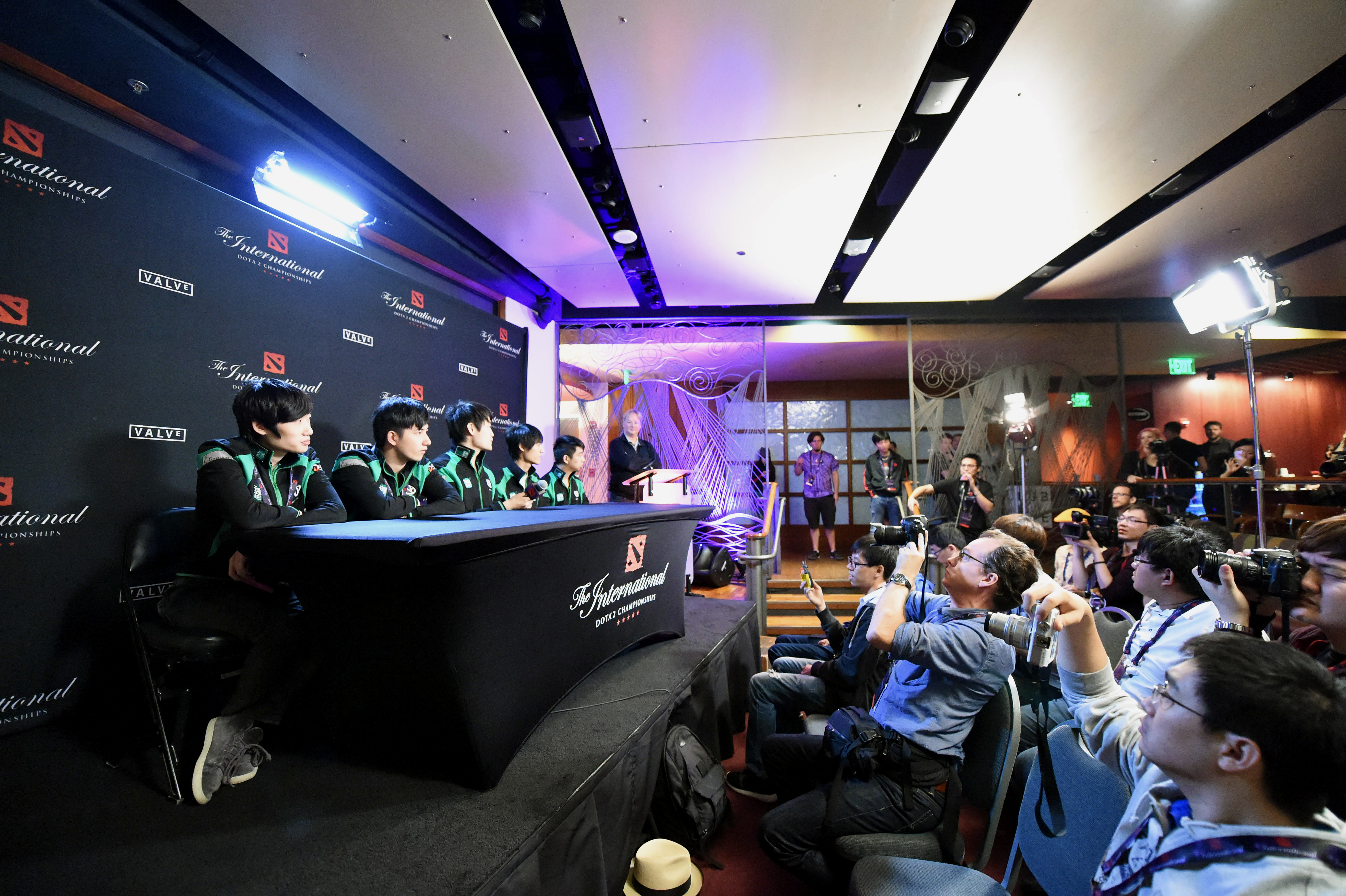
Vici Gaming Dota 2分部在2014年Dota 2国际邀请赛上参加新闻发布会

| 国籍           | ID    | 姓名   | 入队时间   |
| -------------- | ----- | ------ | ---------- |
| 中华人民共和国 | Eurus | 张成俊 | 2017-09-06 |
| 中华人民共和国 | Ori   | 曾焦阳 | 2017-01-06 |
| 中华人民共和国 | Yang  | 周海洋 | 2018-09-09 |
| 中华人民共和国 | Pyw   | 熊家晗 | 2019-09-21 |
| 中华人民共和国 | Dy    | 丁聪   | 2018-09-09 |

### VGJ
2016年9月，Vici Gaming与美国篮球运动员林书豪（Jeremy Lin）和投资公司中国数字集团（China Digital Group）签署了一项协议，以组建另一个名为VGJ的Dota 2战队，战队旨在在电子竞技领域创建名人品牌。战队后来在2017年分为两个分支：总部位于中国的VGJ.Thunder和总部位于北美的VGJ.Storm。2018年5月，VGJ.Storm赢得了GESC Thailand Dota 2 Minor锦标赛的冠军，而VGJ.Thunder在Dota职业巡回赛中获得了前八名，成功晋级2018年Dota  2国际邀请赛，而VGJ.Storm在北美地区预选赛中也获得了直邀。2018年9月，由于新的Dota职业巡回赛队伍所有权规则，VGJ宣布终止和Vici Gaming的合作伙伴关系，解散了VGJ.Thunder，并将VGJ.Storm更名为J.Storm，该团队现在专注于北美电竞领域。

## 绝地求生

### 队员名单
| 国籍           | ID      | 姓名   | 备注 |
| -------------- | ------- | ------ | ---- |
| 中华人民共和国 | QF616   | 张铸   | 队长 |
| 中华人民共和国 | Vama    | 胡浩   |      |
| 中华人民共和国 | 77owo   | 杨宇轩 |      |
| 中华人民共和国 | Cold9o9 | 李昕阳 |      |
| 中华人民共和国 | ice     | 张宇翔 |      |
| 中华人民共和国 | Milu    | 郑祖鑫 |      |

### 教练组
| 国籍           | ID    | 姓名 | 职位 |
| -------------- | ----- | ---- | ---- |
| 中华人民共和国 | Rick  | 刘帅 | 教练 |
| 中华人民共和国 | lemon | 老王 | 领队 |

## 王者荣耀
2024KPL春季赛大名单：

### 赛训组
| ID   | 姓名   | 位置   | 国籍           |
| ---- | ------ | ------ | -------------- |
| 榆钱 | 张沪建 | 主教练 | 中华人民共和国 |
| 茶   | 裔晓辰 | 助教   | 中华人民共和国 |

### 队员名单
| ID   | 姓名   | 位置   | 国籍           |
| ---- | ------ | ------ | -------------- |
| 背影 | 汤睿   | 对抗路 | 中华人民共和国 |
| 无上 | 唐宇轩 | 对抗路 | 中华人民共和国 |
| 季节 | 胡瑞波 | 打野   | 中华人民共和国 |
| 以然 | 金都   | 打野   | 中华人民共和国 |
| 三笙 | 孙凡洮 | 打野   | 中华人民共和国 |
| 笑   | 王文鑫 | 中路   | 中华人民共和国 |
| 小年 | 吴尚威 | 发育路 | 中华人民共和国 |
| 零栩 | 喻创鑫 | 发育路 | 中华人民共和国 |
| 天波 | 倪天波 | 游走   | 中华人民共和国 |

## 其他分部名单

### 反恐精英：全球攻势
| 国籍           | ID               | 姓名         | 入队日期   |
| -------------- | ---------------- | ------------ | ---------- |
| 中华人民共和国 | zhokiNg          | 钟伟杰       | 2018-10-10 |
| 中华人民共和国 | aumaN            | 刘治宏       | 2018-09-03 |
| 中华人民共和国 | advent（队长）   | 梁卓         | 2018-09-03 |
| 马来西亚       | kaze             | Andrew Khong | 2018-09-03 |
| 中华人民共和国 | JamYoung（青训） | 扬易         | 2018-09-03 |

### 炉石传说
- 王敏阳（ID：Ant）
- 谭安平（ID：Season）
- 朱敬凡（ID：ChinaYLD）
- 颜仲舒（ID：Rosicky）

### FIFA
- 杨正（ID：Zola）